# سمعان القوريني

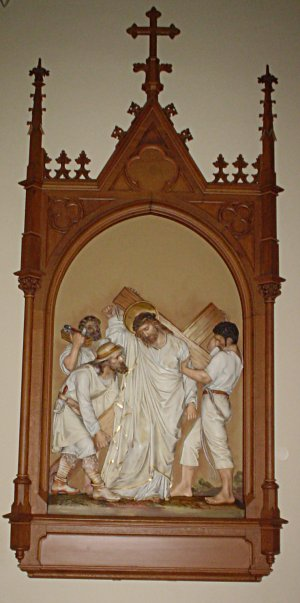
المحطة الخامسة للصليب تبين سمعان القوريني يساعد المسيح في حمل الصليب. هذه اللوحة موجودة بكاتدرائية سان روفائيل بايوا-الولايات المتحدة

سمعان القوريني (Simon of Cyrene)، (שמעון מקירנה) من قورينا (شحات) بقورينائية (برقة) شرق ليبيا وهو الذي حمل الصليب مع المسيح حتى يصلب المسيح عليه. ولأنه من شمال أفريقيا فيعتبره البعض أول قديس مسيحي من أفريقيا. واعتبر أبناءه ألكسندر وروفوس من أوائل المبشرين المسيحين والمذكورين في الإنجيل.
يقول مرقس: «ثم خرجوا به ليصلبوه، فسخروا رجلاً مجتازاً كان آتياً من الحقل، هو سمعان القوريني أبو الكسندروس وروفس ليحمل صليبه» (مرقس 15/20 - 23).
«ولما مضوا به أمسكوا سمعان، رجلاً قورينياً كان آتياً من الحقل ووضعوا عليه الصليب ليحمله خلف يسوع» (لوقا 26:23).
يقول المفسر نينهام في تفسيره لمرقس: «يبدو أن الغرض من هذه الفقرة هو ضمان صحة القصة؛ التي تقول بأن سمعان قد حمل الصليب، وما من شك في أن أحد الأسباب في الحفاظ على هذه التفاصيل الشخصية في الإنجيل؛ كان الغرض منه تذكير القراء بأن لديهم مصدراً للمعلومات عن الصلب، جديرًا بالثقة. ولعل السبب في حذف هذه الرواية والخاصة بحمل سمعان القوريني للصليب من إنجيل يوحنا، هو الهرطقة التي ظهرت في نهايات القرن الأول بأن سمعان قد حل محل يسوع، وصُلب بدلاً منه، ولا يزال سارياً في الدوائر الغنوسطية، التي كانت لها الشهرة فيما بعد».
أن «سمعان» القوريني قد أقام في أورشليم في فترة من التاريخ تمخضت بأحداث جسامٍ؛ فلا شك أنه شاهد كيف احتفى أهل أورشليم بالمسيح عندما دخل إلى المدينة المقدسة في عيد الشعانين، وأكثر من ذلك، لا بدّ أن «سمعان» قد شهد بعض معجزات المسيح التي أجراها في مدن فلسطين وقراها، واستمع إلى أحاديثه ومواعظه التي ألقاها على الجماهير التي كانت تتبعه في كل مكان. ومن الواضح أيضاً أن تعاليم المسيح قد أثّرت فيه تأثيراً بليغاً وربما حفّزته على البحث والدراسة في أسفار العهد القديم للاطلاع على النبوءات المختصة بمجيء المسيح وكان إبناه ألكسندروس وروفس من السبعين رسولا الذين إختارهم المسيح للكرازة مع التلاميذ الإثنى عشر.
في كتابه «الأرطقات مع دحضها» ذكر القديس الفونسوس ماريا دي ليكوري أن من بدع القرن الأول قول فلوري: إن المسيح قوة غير هيولية، وكان يتشح ما شاء من الهيئات، ولذا لما أراد اليهود صلبه؛ أخذ صورة سمعان القوريني، وأعطاه صورته، فصلب سمعان، بينما كان يسوع يسخر باليهود، ثم عاد غير منظور، وصعد إلى السماء.
وذكر كتاب''محمد صلى الله عليه وآله وسلم في الكتب المقدسة'' ويبدو أن هذا القول استمر في القرن الثاني، حيث يقول فنتون شارح متى: «إن إحدى الطوائف الغنوسطية التي عاشت في القرن الثاني قالت بأن سمعان القوريني قد صلب بدلاً من يسوع».
وقد استمر إنكار صلب المسيح، فكان من المنكرين الراهب تيودورس (560م) والأسقف يوحنا ابن حاكم قبرص (610م) وغيرهم. ولعل أهم هذه الفرق المنكرة لصلب المسيح الباسيليديون؛ الذين نقل عنهم سيوس في «عقيدة المسلمين في بعض مسائل النصرانية» والمفسر جورج سايل القول بنجاة المسيح، وأن المصلوب هو سمعان القوريني، وسماه بعضهم سيمون السيرناي، ولعل الاسمين لواحد، وهذه الفرقة كانت تقول أيضاً ببشرية المسيح.

## سمعان القوريني ونصوص صلب المسيح في الكتب المقدسة

### النص في إنجيل مرقس
16فَمَضَى بِهِ الْعَسْكَرُ إِلَى دَاخِلِ الدَّارِ، الَّتِي هِيَ دَارُ الْوِلاَيَةِ، وَجَمَعُوا كُلَّ الْكَتِيبَةِ. 17وَأَلْبَسُوهُ أُرْجُوَانًا، وَضَفَرُوا إِكْلِيلاً مِنْ شَوْكٍ وَوَضَعُوهُ عَلَيْهِ، 18وَابْتَدَأُوا يُسَلِّمُونَ عَلَيْهِ قَائِلِينَ: «السَّلاَمُ يَا مَلِكَ الْيَهُودِ!» 19وَكَانُوا يَضْرِبُونَهُ عَلَى رَأْسِهِ بِقَصَبَةٍ، وَيَبْصُقُونَ عَلَيْهِ، ثُمَّ يَسْجُدُونَ لَهُ جَاثِينَ عَلَى رُكَبِهِمْ. 20وَبَعْدَمَا اسْتَهْزَأُوا بِهِ، نَزَعُوا عَنْهُ الأُرْجُوانَ وَأَلْبَسُوهُ ثِيَابَهُ، ثُمَّ خَرَجُوا بِهِ لِيَصْلِبُوهُ. 21فَسَخَّرُوا رَجُلاً مُجْتَازًا كَانَ آتِيًا مِنَ الْحَقْلِ، وَهُوَ سِمْعَانُ الْقورينيُّ أَبُو أَلَكْسَنْدَرُسَ وَرُوفُسَ، لِيَحْمِلَ صَلِيبَهُ.

### النص في إنجيل متى
27فَأَخَذَ عَسْكَرُ الْوَالِي يَسُوعَ إِلَى دَارِ الْوِلاَيَةِ وَجَمَعُوا عَلَيْهِ كُلَّ الْكَتِيبَةِ، 28فَعَرَّوْهُ وَأَلْبَسُوهُ رِدَاءً قِرْمِزِيًّا، 29وَضَفَرُوا إِكْلِيلاً مِنْ شَوْكٍ وَوَضَعُوهُ عَلَى رَأْسِهِ، وَقَصَبَةً فِي يَمِينِهِ. وَكَانُوا يَجْثُونَ قُدَّامَهُ وَيَسْتَهْزِئُونَ بِهِ قَائِلِينَ:«السَّلاَمُ يَا مَلِكَ الْيَهُودِ!» 30وَبَصَقُوا عَلَيْهِ، وَأَخَذُوا الْقَصَبَةَ وَضَرَبُوهُ عَلَى رَأْسِهِ. 31وَبَعْدَ مَا اسْتَهْزَأُوا بِهِ، نَزَعُوا عَنْهُ الرِّدَاءَ وَأَلْبَسُوهُ ثِيَابَهُ، وَمَضَوْا بِهِ لِلصَّلْبِ.
32وَفِيمَا هُمْ خَارِجُونَ وَجَدُوا إِنْسَانًا قورينيا اسْمُهُ سِمْعَانُ، فَسَخَّرُوهُ لِيَحْمِلَ صَلِيبَهُ. 33وَلَمَّا أَتَوْا إِلَى مَوْضِعٍ يُقَالُ لَهُ جُلْجُثَةُ، وَهُوَ الْمُسَمَّى «مَوْضِعَ الْجُمْجُمَةِ» 34أَعْطَوْهُ خَّلاً مَمْزُوجًا بِمَرَارَةٍ لِيَشْرَبَ. وَلَمَّا ذَاقَ لَمْ يُرِدْ أَنْ يَشْرَبَ. 35وَلَمَّا صَلَبُوهُ اقْتَسَمُوا ثِيَابَهُ مُقْتَرِعِينَ عَلَيْهَا، لِكَيْ يَتِمَّ مَا قِيلَ بِالنَّبِيِّ:«اقْتَسَمُوا ثِيَابِي بَيْنَهُمْ، وَعَلَى لِبَاسِي أَلْقَوْا قُرْعَةً». 36ثُمَّ جَلَسُوا يَحْرُسُونَهُ هُنَاكَ. 37وَجَعَلُوا فَوْقَ رَأْسِهِ عِلَّتَهُ مَكْتُوبَةً:«هذَا هُوَ يَسُوعُ مَلِكُ الْيَهُودِ». 38حِينَئِذٍ صُلِبَ مَعَهُ لِصَّانِ، وَاحِدٌ عَنِ الْيَمِينِ وَوَاحِدٌ عَنِ الْيَسَارِ.

### النص في إنجيل لوقا
26وَلَمَّا مَضَوْا بِهِ أَمْسَكُوا سِمْعَانَ، رَجُلاً قورينيا كَانَ آتِيًا مِنَ الْحَقْلِ، وَوَضَعُوا عَلَيْهِ الصَّلِيبَ لِيَحْمِلَهُ خَلْفَ يَسُوعَ. 27وَتَبِعَهُ جُمْهُورٌ كَثِيرٌ مِنَ الشَّعْبِ، وَالنِّسَاءِ اللَّوَاتِي كُنَّ يَلْطِمْنَ أَيْضًا وَيَنُحْنَ عَلَيْهِ. 28فَالْتَفَتَ إِلَيْهِنَّ يَسُوعُ وَقَالَ:«يَا بَنَاتِ أُورُشَلِيمَ، لاَ تَبْكِينَ عَلَيَّ بَلِ ابْكِينَ عَلَى أَنْفُسِكُنَّ وَعَلَى أَوْلاَدِكُنَّ، 29لأَنَّهُ هُوَذَا أَيَّامٌ تَأْتِي يَقُولُونَ فِيهَا: طُوبَى لِلْعَوَاقِرِ وَالْبُطُونِ الَّتِي لَمْ تَلِدْ وَالثُّدِيِّ الَّتِي لَمْ تُرْضِعْ! 30حِينَئِذٍ يَبْتَدِئُونَ يَقُولُونَ لِلْجِبَالِ: اسْقُطِي عَلَيْنَا! وَلِلآكَامِ: غَطِّينَا! 31لأَنَّهُ إِنْ كَانُوا بِالْعُودِ الرَّطْبِ يَفْعَلُونَ هذَا، فَمَاذَا يَكُونُ بِالْيَابِسِ؟». 32وَجَاءُوا أَيْضًا بِاثْنَيْنِ آخَرَيْنِ مُذْنِبَيْنِ لِيُقْتَلاَ مَعَهُ.
33وَلَمَّا مَضَوْا بِهِ إِلَى الْمَوْضِعِ الَّذِي يُدْعَى «جُمْجُمَةَ» صَلَبُوهُ هُنَاكَ مَعَ الْمُذْنِبَيْنِ، وَاحِدًا عَنْ يَمِينِهِ وَالآخَرَ عَنْ يَسَارِهِ. 34فَقَالَ يَسُوعُ: «يَاأَبَتَاهُ، اغْفِرْ لَهُمْ، لأَنَّهُمْ لاَ يَعْلَمُونَ مَاذَا يَفْعَلُونَ». وَإِذِ اقْتَسَمُوا ثِيَابَهُ اقْتَرَعُوا عَلَيْهَا.

### النص في إنجيل يوحنا
13فَلَمَّا سَمِعَ بِيلاَطُسُ هذَا الْقَوْلَ أَخْرَجَ يَسُوعَ، وَجَلَسَ عَلَى كُرْسِيِّ الْوِلاَيَةِ فِي مَوْضِعٍ يُقَالُ لَهُ «الْبَلاَطُ» وَبِالْعِبْرَانِيَّةِ «جَبَّاثَا». 14وَكَانَ اسْتِعْدَادُ الْفِصْحِ، وَنَحْوُ السَّاعَةِ السَّادِسَةِ. فَقَالَ لِلْيَهُودِ:«هُوَذَا مَلِكُكُمْ!». 15فَصَرَخُوا: «خُذْهُ! خُذْهُ! اصْلِبْهُ!» قَالَ لَهُمْ بِيلاَطُسُ: «أَأَصْلِبُ مَلِكَكُمْ؟» أَجَابَ رُؤَسَاءُ الْكَهَنَةِ:«لَيْسَ لَنَا مَلِكٌ إِلاَّ قَيْصَرَ!». 16فَحِينَئِذٍ أَسْلَمَهُ إِلَيْهِمْ لِيُصْلَبَ. فَأَخَذُوا يَسُوعَ وَمَضَوْا بِهِ. 17فَخَرَجَ وَهُوَ حَامِلٌ صَلِيبَهُ إِلَى الْمَوْضِعِ الَّذِي يُقَالُ لَهُ «مَوْضِعُ الْجُمْجُمَةِ» وَيُقَالُ لَهُ بِالْعِبْرَانِيَّةِ «جُلْجُثَةُ»، 18حَيْثُ صَلَبُوهُ، وَصَلَبُوا اثْنَيْنِ آخَرَيْنِ مَعَهُ مِنْ هُنَا وَمِنْ هُنَا، وَيَسُوعُ فِي الْوَسْطِ.

### النص في كتاب «البحث الثاني لست الكبير»
«والمكيدة التي حاكوها ضدي ليكشفوا عن ضلالهم وحماقتهم – لم أخضع لهم كما دبروها. بل لم أُُصاب بضرر على الإطلاق. الذين كانوا هناك عاقبوني. ولم أمت حقيقة ولكن في الظاهر، لكي لا أُهان منهم لانهم أقربائي... فموتى الذي يظنون وقوعه، (وقع) بهم هم في ضلالهم وعماهم، لأنهم سمروا رجلهم إلى موتهم...لأنهم كانوا صم وعمي... نعم، لقد رأوني، وعاقبوني. لقد كان شخص آخر، أباهم، هو الذي شرب مرارة الخل، لم يكن أنا. ضربوني بالعصا؛ لقد كان شخص آخر، سمعان، الذي حمل الصليب على كتفه. لقد كان شخص آخر الذي وضعوا عليه إكليل الأشواك... وانا كنت أضحك على جهلهم... فقد كنت أغير هيئتي، متغيراً من شكل إلى شكل.»

### النص في القرآن الكريم
﴿وَقَوْلِهِمْ إِنَّا قَتَلْنَا الْمَسِيحَ عِيسَى ابْنَ مَرْيَمَ رَسُولَ اللَّهِ وَمَا قَتَلُوهُ وَمَا صَلَبُوهُ وَلَكِنْ شُبِّهَ لَهُمْ وَإِنَّ الَّذِينَ اخْتَلَفُوا فِيهِ لَفِي شَكٍّ مِنْهُ مَا لَهُمْ بِهِ مِنْ عِلْمٍ إِلَّا اتِّبَاعَ الظَّنِّ وَمَا قَتَلُوهُ يَقِينًا ۝١٥٧ بَلْ رَفَعَهُ اللَّهُ إِلَيْهِ وَكَانَ اللَّهُ عَزِيزًا حَكِيمًا ۝١٥٨﴾
سورة النساء الآيات 157-158

### تحليل ودراسة النصوص
نجد أنفسنا في حيرة أمام النصوص الموجودة في الأناجيل وفي كتاب «الرسالة الثانية لسيت الكبير». فبداية عقوبة الصلب عقوبة مهينة وجزء هام منها أن يحمل المحكوم عليه صليبه زيادة في إذلاله وفي إيقاع الرعب والألم في قلبه، وهذا الأمر هو الشائع والمتعارف عليه، حتى أننا نجد المسيح وهو يكلف تلاميذه بالدعوة والتبشير، يأمرهم بالصبر والتضحية والإستعداد لحمل صليبهم يعني صبرهم وثباتهم على الدعوة حتى لو كان هذا الأمر سيؤدي بهم إلى الصلب الذي هو أبشع عقوبة وأكثرها إذلالاً وإهانة والذي يبدأ بحمل المحكوم عليه بالصلب لصليبه.

فلم يحدث على الإطلاق ان يُفرض على آخر حمل الصليب للمصلوب، لانه أمر شاذ ومخالف للعقل ولا معنى له ولا يجعل للعقوبة معنى. والنصوص تقول أن سمعان سُخر، يعني أُجبر وكُره على حمل الصليب وليس هناك إشارة إلى أنه هو الذي أشفق على المسيح وعرض المساعدة من تلقاء نفسه على المسيح رحمة به.

فحتى لو فرضنا أن بعض الأشخاص أشفقوا على المسيح وأرادوا مساعدته فإن بروتوكولات العقوبة والجنود المحيطين به لن يسمحوا لأحد بتقديم تلك المساعدة بالإضافة إلى حالة الرعب المحيطة بظروف المحاكمة وتنفيذ العقوبة التي تجعل أقرب المقربين يفر في هذه المواقف كما نجد بطرس الذي انكر معرفته للمسيح بالرغم من قربه منه.

وهل يُعقل أن يكون الجنود المكلفين بتنفيذ العقوبة قد أشفقوا على المسيح وأرادوا مساعدته فأمروا شخصاً آخر بان يحمل الصليب نيابة عنه، ولكن هذا الافتراض مستحيل لعدة أسباب.

أولاً نحن نجد منهم الشماتة والكراهية الشديدة للمسيح التي تتبدى في البصق عليه والإستهزاء منه وضربه وإلباسه إكليل من الأشواك فكيف يُعقل أن يُشفقوا عليه.

ثانياً الصليب حمل شديد الثقل وحجمه كبير لا يقدر على حمله فرد واحد في الظروف العادية، ولذلك يؤمر المحكوم عليه بحمله لأنه حمل شديد الثقل وذلك عقوبة له، فلو أراد الجنود التخفيف عن المسيح لأحضروا عربة أو أحضروا عدداً من الجنود لحمل الصليب، وكان من الممكن في هذه الحالة أن يتم نقل الصليب إلى مكان التنفيذ وتثبيته هناك قبل اقتياد المسيح ثم يذهبوا بالمسيح بعد ذلك وينفذوا الحكم، ولكن الأمر الشائع والمعمول به أن المصلوب يحمل صليبه بنفسه وهو ذاهب إلى التنفيذ وذلك الإجراء هو بداية تنفيذ العقوبة المهينة فإلزام شخص آخر بحمل الصليب أمر غريب وكان السبب هو أن المسيح طبق عليه عقوبتين أولا الجلد والتي كانت بمثابة عقوبة منفردة والسبب منها أن بيلاطس أراد تحرير المسيح من الموت فأراد أن يكتفي بعقوبة الجلد فقط ولكن الشعب تلقي أوامر من الكهنة اليهود بأن يصروا على الصلب ولذلك بسبب تهالك جسد المسيح من الجلد لم يقوى على حمل الصليب كعادة باقي المصلوبين لأن البقية لا تجلد قبل الصلب وكان هذا هو السبب في أنهم سخروا شخص لمساعدته في حمل الصليب حتى يتثنى لهم الانتهاء من الصلب قبل السبت لأن هذا السبت كان عظيما عند اليهود.
النص الغريب عن السياق المسيحي المعروف في كتاب الرسالة الثانية لسيت الكبير (أحد كتب الأبوكريفا التي ظهرت طبقا لطائفة الغنوسيين) يقول بأن الذي صُلب هو سمعان وان المسيح لم يُصلب ولكن شُبه لهم ذلك.

الأمر لم يقتصر فقط على كتاب ست الكبير ولكن نجد أيضاً إشارات في كتب أخرى وعقائد طوائف هرطوقية في القرون الأولى تعتقد أن المسيح لم يُصلب وأنه شُيه لهم صلبه. كما ينقل لنا 
According to BASILIDES, as reported by Irenaeus (i. 24), Christ or Nous is not distinguished from Jesus, but is said to be an incorporeal power, who transfigured Himself as He willed; that He appeared on earth as man and worked miracles, but that He did not suffer; that it was Simon of Cyrene, who, being transfigured into the form of Jesus, was crucified, while Jesus Himself, in the form of Simon standing by, laughed at His persecutors, and then, incapable of being held by them, ascended up to Him Who had sent Him, invisible to them all. The Docetism here described is strenuously combated in the Ignatian Epistles in their Greek form, esp. in ad Trall. 9, 10, and ad Smyrn. 2.

In these the writer emphasises the statements that our Lord was truly born, did eat and drink, was truly persecuted under Pontius Pilate, was truly crucified, and truly rose from the dead; and he expressly declares that these statements were made in contradiction of the doctrine of certain unbelievers, or rather atheists, who asserted His sufferings to be but seeming. This polemic is absent from the Syriac Ignatius, and an argument has hence been derived against the genuineness of the Greek form. But in order to make the argument valid, there ought to be proof that the rise of Docetism was probably later than the age of Ignatius, whereas the probability seems to be quite the other way. 

حسب قول باسيليدس، كما أخبرنا إيرينايوس (i. 24)، المسيح أو النو لا يمكن تمييزه عن يسوع، ولكن يُقال انه قوة لا مادية، يشكل نفسه كما يشاء؛ وأنه ظهر على الأرض كإنسان وعمل معجزات، ولكنه لم يتألم (لم يُصلب)؛ وان سمعان القوريني، الذي بعد أن شُكل على هيئة يسوع، هو الذي صُلب، بينما يسوع نفسه، على هيئة سمعان الواقف بجانبه، ضحك على معذبيه، ثم بعد منعته عن الإمساك به منهم (عجزهم عن الإمساك به)، رُفع إليه هو (الله) الذي أرسله، وهو غير مرئي منهم جميعاً. المذهب التشبيهي الموصوف هنا حورب بشدة في رسائل إغناطيوس الأنطاكي Ignatius(المتوفى عام 108 ب.م.) في إصدارها اليوناني، خاصة في الرسائل (ad Trall. 9, 10, و ad Smyrn. 2).

في تلك الرسائل يؤكد الكاتب التصريحات التي تقول بأن سيدنا (المسيح) وُلد حقيقة، أكل وشرب، وعُذب حقيقة في عهد بونتيوس بيلاطس، وصُلب حقيقة، وقام حقيقة من الموت؛ واعلن صراحة أن تلك التصريحات مناقضة لمذهب بعض الكافرين، أو بالأحري الملحدين، الذين يزعمون ان آلامه مجرد ظاهر. هذا الجدل (الموجود في الإصدار اليوناني من الرسائل) غائب وغير موجود في الإصدار السريانى لرسائل إغناطيوس، ومن هنا أُخذ برهان ضد أصالة الإصدار اليوناني. ولكن حتى يكون البرهان صالح، يجب ان يكون هناك دليل علي أن نشأة المذهب التشبيهى ربما يكون بعد عصر إغناطيوس، بينما الاحتمال يبدو انه في الإتجاه الآخر تماماً.